# 경성의학전문학교 (서울)
경성의학전문학교(京城醫學專門學校)는 일제강점기 존재하던 교육 기관으로, 관립 전문학교였다. 1926년 경성제국대학 학부 개설 이전까지 조선 내 최고 의학 교육 기관이었다. 조선국 광복 후 1946년 사실상 폐교되었으며 이후 경성제국대학 의학부에 흡수되어 대학기관으로 승격되었으며 서울대학교 의과대학이 되었다.

## 역사

경성의학전문학교 졸업증서

이비인후과 진료장면

경성의학전문학교는 1899년에 설립된 관립 의학교를 그 기원으로 삼는다. 관립의학교 최종회 학원 모집은 1906년 8월 30일까지 관립 농상공학교 학원 모집과 함께 황성신문등에 실렸고, 1906년 8월 31일 입시가 이루워 졌고 9월 입학, 관립의학교 최종회 졸업은 1907년 1월 21일 이루어졌다. 관립 의학교는 1907년 3월 10일 대한의원 관제 재정 대한의원 관제 시행은 1907년 3월 15일 이후 대한의원 교육부에서 1908년 1월 1일 대한의원 의육부, 1909년 2월 4일 대한의원 부속 의학교로 변했고, 대한의원은 일본처럼 4월 신학기 제도를 도입하고 첫 학원 모집을 1907년 4월 26일 시행하고, 첫 졸업은 1909년 7월 9일 이루어졌고 1908년엔 자비생 10명을 8월 학원 모집한 것 이외는 하지 않았다. 후에 조선총독부 부속 의학 강습소로 바뀌었고 최초 졸업은 1910년 11월 2일 1회 졸업[때론 대한의원 명으로 나간 졸업이라고도 하지만 조선총독부 의원 부속 의학교 1회]하고, 참고 :: 1910년 11월 2일  졸업생  배출이후 매년 졸업생을 배출했다.(의의  학교가 정상적 4년제가 이루어진 1910년 입학생 이후 1910년 졸업 이후 매년 졸업생 배출하고, 1916년 경성의학전문학교로 개칭되었다.
1913년 4월 입학생부터 조선총독부 관보에 입학 자격에 고등보통학교 졸업[무시험 전형] 혹은 이와 동등한 자라는 기록이 보이고, 1911년 2월 20일 개정 조선 총독부 의학강습소 규정으로  유시험 입학 자들과  무시험 입학 자격 3년제 이상 고등보통학교 1학년 수료자로 되어 있다.
제1회 졸업은 1917년 3월 28일이며 전원 조선인 48명으로 구성된다. 제2회 졸업은 1918년 3월이며 조선에서 최초로 전문학교를 졸업한 여학생 3명을 배출하였다.
조선인만 입학할 수 있었던 조선총독부 의학 강습소가 경성의학전문학교(조선의학전문학교)로 승격되자, 일본인의 입학이 허용되었다. 입학 정원의 2/3가 조선인, 1/3이 일본인으로 선발하게 되어있었다. 선발 인원은 80~100명정도였는데, 일제강점기 동안 6:1~30:1의 매우 높은 경쟁률을 보였다. 학교 내에 조선인들의 비중이 많아 민족주의적 색체가 강했으며, 3ㆍ1운동 당시 전문학교 중 가장 많은 학생이 운동에 참여하기도 하였다.
조선총독부 부속 병원이 전문학교로 승격되면서 경성의학전문학교 부속 병원이 되었으며, 부속 병원 의사와 의원이 경성의학전문학교 교수ㆍ부교수를 겸직했다. 재학 연한은 4년제였으며, 전공과에는 제1내과, 제2내과, 외과, 소아과, 피부비뇨과, 이비인후과, 안과, 정신과가 설치되어 있었다. 경성의학전문학교는 관공립 전문학교였기 때문에, 졸업과 동시에 의사 면허를 취득하였다. 일본인 졸업생은 관립 병원이나 도립 병원, 보건소의 공의(公醫)로 취직하거나 일본으로 돌아가 개업했지만, 조선인 졸업생은 공의 취업에서 차별을 받아 대부분 개인 병원을 개업하거나 조선인이 운영하는 사설 병원에 의원으로 취직하였다. 경성의학전문학교 학력은 일본 내의 의학전문학교 학력과 동일하게 인정되었기 때문에 졸업 후에은 제국대학이나 일본의 대학에서 학사, 석사, 박사 학위를 취득할 수 있었다. 이 학교에서 대한민국 최초의 의학 박사인 윤치형(1924년 교토제국대학)를 배출하였으며, 이후에도 여러 의학 석사와 의학 박사를 배출하였다. 경성의학전문학교는 여러 유명 의료인을 많이 배출하였으며, 이들은 해방 이후 남북한 의료계에서 주도적인 역할을 한다.
한편, 1926년 대학기관인 경성제국대학 의학부가 개설되어 기존의 경성의학전문학교 부속 병원이 경성제국대학 부속 병원이 되고, 최고 의료교육기관으로서의 존립이 불안해지자 조선인과 일본인 재학생들은 경성제국대학 의학부 설립을 강하게 반대했다. 이에 당시 경성의학전문학교 교장과 학무국장, 정무총감은 소격동에 새로운 부속 병원을 설립할 것을 약속하고 반대를 무마하려 했다. 또, 최고 의료교육기관으로서의 정체성에 대해서는 경성제국대학의 의학부가 연구와 의학에 중심을 둔 의학자 양성기관인 반면 경성의학전문학교는 진료와 치료에 중심을 둔 전문 의료인 양성기관이라고 하여 학생들의 반발을 무마했다.
경성의학전문학교는 1945년 8월 15일에 학교기능이 정지되었으며, 16일에 조선인 교수와 직원들로 구성된 임시운영위원회가 구성되어 학교 기능이 재개된다. 같은달 22일에 미군정에 의해 일단 폐교되었다가 구제 서울의학전문학교가 된다. 이후 사립 경성치과의학전문학교와 함께 경성제국대학 의학부에 흡수되어 대학기관인 서울대학교 의과대학으로 승격되었다.

## 같이 보기
- 경성의학전문학교 야구단